# Noksaekuija
Pour plus de détails, voir Fiche technique et Distribution.
Noksaekuija (녹색의자) est un film sud-coréen réalisé par Park Chul-soo, sorti le 10 juin 2005.

## Synopsis
Mun Hee, 30 ans, commence une relation osée avec un adolescent appelé Hyun. Alors que Mun se fait arrêter et reçoit une petite peine de travaux d'intérêt public pour comportement indécent, Hyun, lui, attend avec impatience sa sortie. Après qu'ils se sont retrouvés, ils se remettent ensemble puis se séparent car Mun commence à se rendre compte qu'elle est avec quelqu'un de deux fois moins âgé qu'elle. Cependant, Hyun s'accroche désespérément à Mun, dont les sentiments commencent alors à s'enflammer à nouveau...

## Fiche technique
- Titre : Noksaekuija
- Titre original : 녹색의자
- Titre anglais : Green Chair
- Réalisation : Park Chul-soo
- Scénario : Park Chul-soo
- Production : Hapdong Films
- Musique : Jang Young-gyu et Baek Hyeon-jin
- Photographie : Lee Eun-gil
- Montage : Oh Young-hwan
- Pays d'origine : Corée du Sud
- Langue : coréen
- Format : Couleurs - 1,85:1 - Dolby Digital - 35 mm
- Genre : Drame, romance
- Durée : 98 minutes
- Date de sortie : 10 juin 2005 (Corée du Sud)

## Distribution
- Kim Jeon-han : Journaliste
- Oh Yun-hong : Su-jin
- Shim Ji-ho : Seo-hyun
- Suh Jung : Kim Mun-hee

## Récompenses
- Nomination au Grand Prix du Jury lors du Festival du film de Sundance 2005.